# ألان غرينبيرغ (مخرج)
ألان غرينبيرغ (بالإنجليزية: Alan Greenberg)‏ هو مصور وكاتب سيناريو ومخرج أمريكي، ولد في 14 أكتوبر 1950 في نيويورك في الولايات المتحدة، وتوفي في 27 يناير 2015.

## وصلات خارجية
- ألان غرينبيرغ على موقع IMDb (الإنجليزية)
- ألان غرينبيرغ على موقع أول موفي (الإنجليزية)
- ألان غرينبيرغ على موقع قاعدة بيانات الأفلام السويدية (السويدية)
- ألان غرينبيرغ على موقع قاعدة بيانات الفيلم (الإنجليزية)
- ألان غرينبيرغ على موقع كينوبويسك (الروسية)